# 皮埃尔·约瑟夫·艾玛
皮埃尔·约瑟夫·艾玛（Pierre Joseph Eyma，1903年7月25日—1945年）为荷兰植物学家。
1903年，皮埃尔·约瑟夫·艾玛出生于荷兰乌特勒支。他曾就读于乌特勒支大学，1929年至1937年间，担任乌特勒支大学植物标本馆助理。1932年，皮埃尔·约瑟夫·艾玛以一篇关于苏里南植物分类学论文获得了博士学位。1937，他去往爪哇，对荷属东印度群岛进行了大量植物学考察。1940年起，他在茂物植物园植物标本馆担任助理工作。1945，他死于苏门答腊巨港附近的日军战俘营。
有大量植物植物得名于皮埃尔·约瑟夫·艾玛，包括艾玛猪笼草等。